# نيت لي
نيت لي (بالإنجليزية: Nate Lee)‏ هو كاتب وصحفي أمريكي، ولد في 1956.